# Dom Oświatowy – Biblioteka Śląska
Dom Oświatowy – Biblioteka Śląska – budynek w Katowicach, położony w centrum miasta przy ul. Francuskiej 12. Jeden z przykładów architektury modernistycznej na Górnym Śląsku. Jego projektantami byli architekci Stanisław Tabeński i Józef Rybicki. Budynek zaprojektowano w 1928 w stylu funkcjonalizmu, ukończono go w 1934 (obiekt był gotowy w stanie surowym w 1930.).
Inicjatywę budowy gmachu ze składek członkowskich podjęło Towarzystwo Czytelni Ludowych z siedzibą w Poznaniu. Kiedy prace budowlane sięgnęły pierwszego piętra, zabrakło pieniędzy na ich kontynuację. Sfinansowania reszty podjął się Skarb Śląski pod warunkiem zgody Towarzystwa na przyjęcie zbiorów biblioteki Sejmu Śląskiego. Utworzona w ten sposób Biblioteka Śląska otrzymała w 1934 r. do użytku pierwsze piętro budynku i część piętra drugiego. W obiekcie mieścił się Sekretariat na Górny Śląsk Towarzystwa Czytelni Ludowych, Zarząd Okręgu Śląskiego oraz Oddział Katowice Śródmieście Towarzystwa z Biblioteką i Czytelnią T.C.L. im. Karola Miarki.
Po II wojnie Biblioteka zajęła prawie cały budynek, w którym urządzono dwie czytelnie - główną i czasopism, pracownię „śląską”, wypożyczalnię, dwie sale wystawowe na parterze i salę odczytową na drugim piętrze. W latach 1957–1976 w budynku mieścił się również Śląski Instytut Naukowy.
W momencie, gdy książnica przeniosła swoje zbiory do nowego gmachu przy placu Rady Europy 1 (w 1998 r.), wynajęła pomieszczenia Śląskiej Wyższej Szkole Zarządzania im. gen. Jerzego Ziętka i Wojewódzkiemu Urzędowi Ochrony Zabytków. Część zbiorów bibliotecznych nadal znajduje się w Domu Oświatowym.
Dnia 31 października 1991 budynek wpisano do rejestru zabytków (nr rej.: A/1437/91).

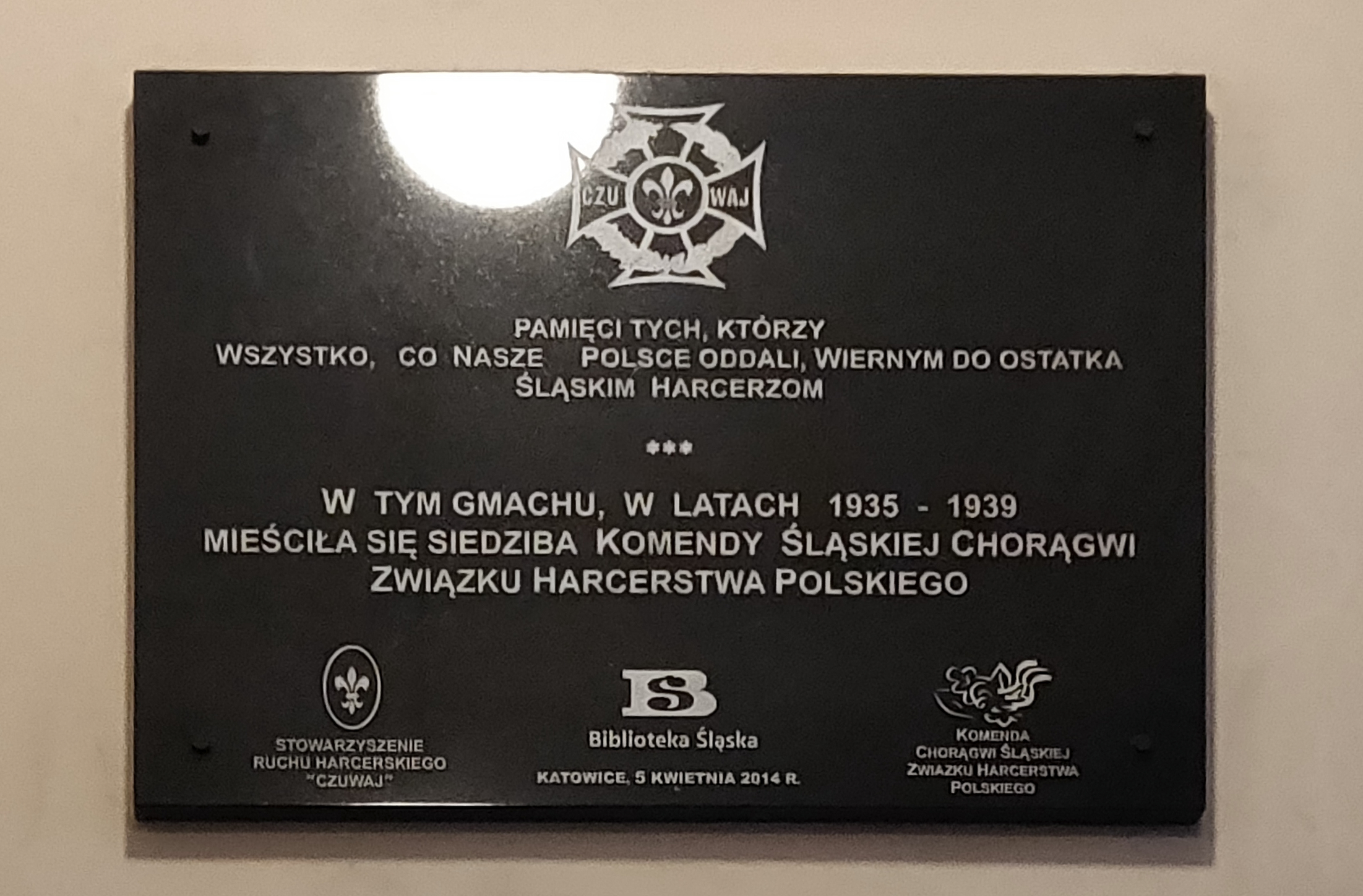
We wnętrzu budynku w 2014 odsłonięto tablicę, poświęconą Komendzie Śląskiej Chorągwi ZHP, która mieściła się w tym gmachu w latach 1935–1939.